# Groupe Sociétés, Religions, Laïcités
Le Groupe Sociétés, Religions, Laïcités (GSRL) est une unité mixte de recherche (UMR) sous tutelle du CNRS et de l'École pratique des hautes études (EPHE/PSL). Il a été créé en 1995 en tant qu’UMR 8582 sous le nom de Groupe de sociologie des religions et de la laïcité à partir de la réunion du Groupe de sociologie des religions (GSR) du CNRS et de l’équipe Histoire et sociologie de la laïcité de l’EPHE. Il associe des spécialistes des différentes sciences sociales (sociologues, historiens, anthropologues, politistes, philosophes) réunis autour de l’étude de deux champs de recherche complémentaires : l’évolution des attitudes religieuses et convictionnelles des individus, d’une part ; l’évolution des relations Églises-État dans le monde et des régimes de laïcité, d’autre part.
Il a été dirigé successivement par Jean Baubérot de 1995 à 2001, par Jean-Paul Willaime de 2002 à 2008, par Philippe Portier, titulaire de la chaire Histoire et sociologie de la laïcité à l'EPHE, de 2008 à 2018 ,  par Sébastien Fath, du CNRS, (2019-2020) et par Alfonsina Bellio, directrice d'études à l'EPHE (depuis 2021). 
En 2019, le GSRL regroupe notamment 51 chercheurs statutaires et 88 doctorants.
Le GSRL est installé depuis septembre 2019 au Campus Condorcet.

## Programmes et axes de recherche
Ses activités de recherche se répartissent en fonction de quatre programmes et quatre axes transversaux
- Laïcités, Religions et politique (responsables : Philippe Portier et Jean-Paul Willaime)
- Islam : doctrines, sociétés, politiques (responsables : Stéphane A. Dudoigon et Pierre-Jean Luizard)
- Religions d'Asie (responsables : Anne Dalles, Grégory Delaplace, Vincent Goossaert)
- Religions et Francophonie (responsables : Pascal Bourdeaux et Sébastien Fath)
- Axe transversaux :
- Interactions et créativités religieuses : perspectives anthropologiques (responsables : Detelina Tocheva et Virginie Vaté)
- Judaïsmes contemporains, religion, culture, migration : approche comparatiste (responsable : Nadia Malinovich)
- Genre, religions, sécularisation (responsables : Alfonsina Bellio, Fatiha Kaoues, Claud Proeschel, Florence Rochefort)
- Religion et Numérique (responsables : Chloé Baills, Agathe Guy, Kristina Kovalskaya, Johan Rols)